# イザーク・ヨースト

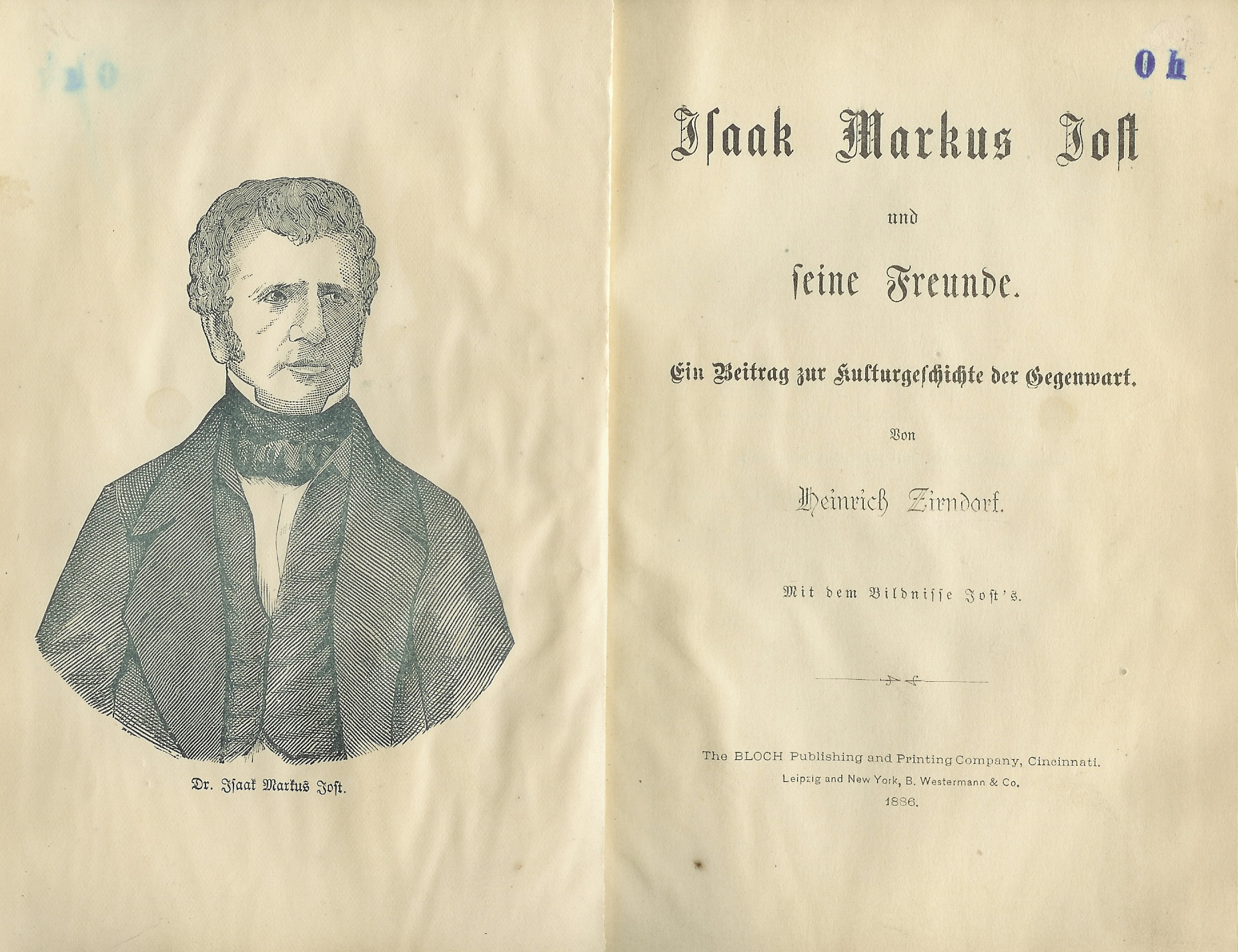
イザーク・ヨースト

イザーク・マルクス・ヨースト（Isaak Marcus Jost, 1793年2月22日 - 1860年11月22日）はドイツのユダヤ教徒の歴史家。ドイツにおけるユダヤ学の中心的人物の一人。
1816年-1835年はベルリン大学・フランクフルト大学の学長で、自由主義的な改革運動のために尽した。
史料批判に基づく歴史研究が始まる以前の、優れた啓蒙的歴史家といわれる。

## 著作
- Geschichte der Israeliten, 9巻、1820-29
- Neuere Geschichte der Israeliten（1815-45）, 3巻、1846-47
- Geschichte des Judentums und seiner Sekten, 3巻、1857-59